# Long Island City

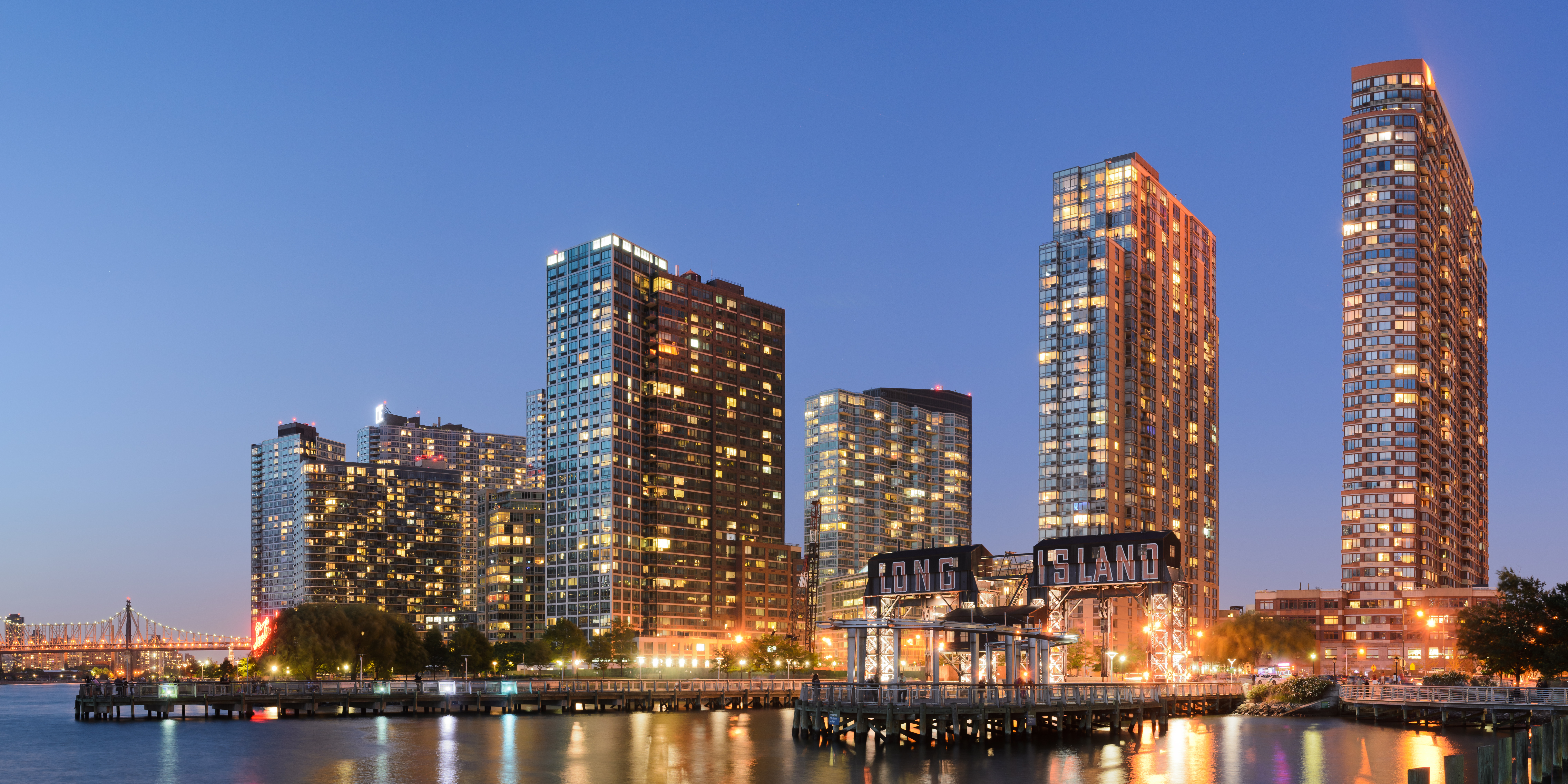
Skyline Queens West mit Gantry Plaza State Park in Long Island City, 2015

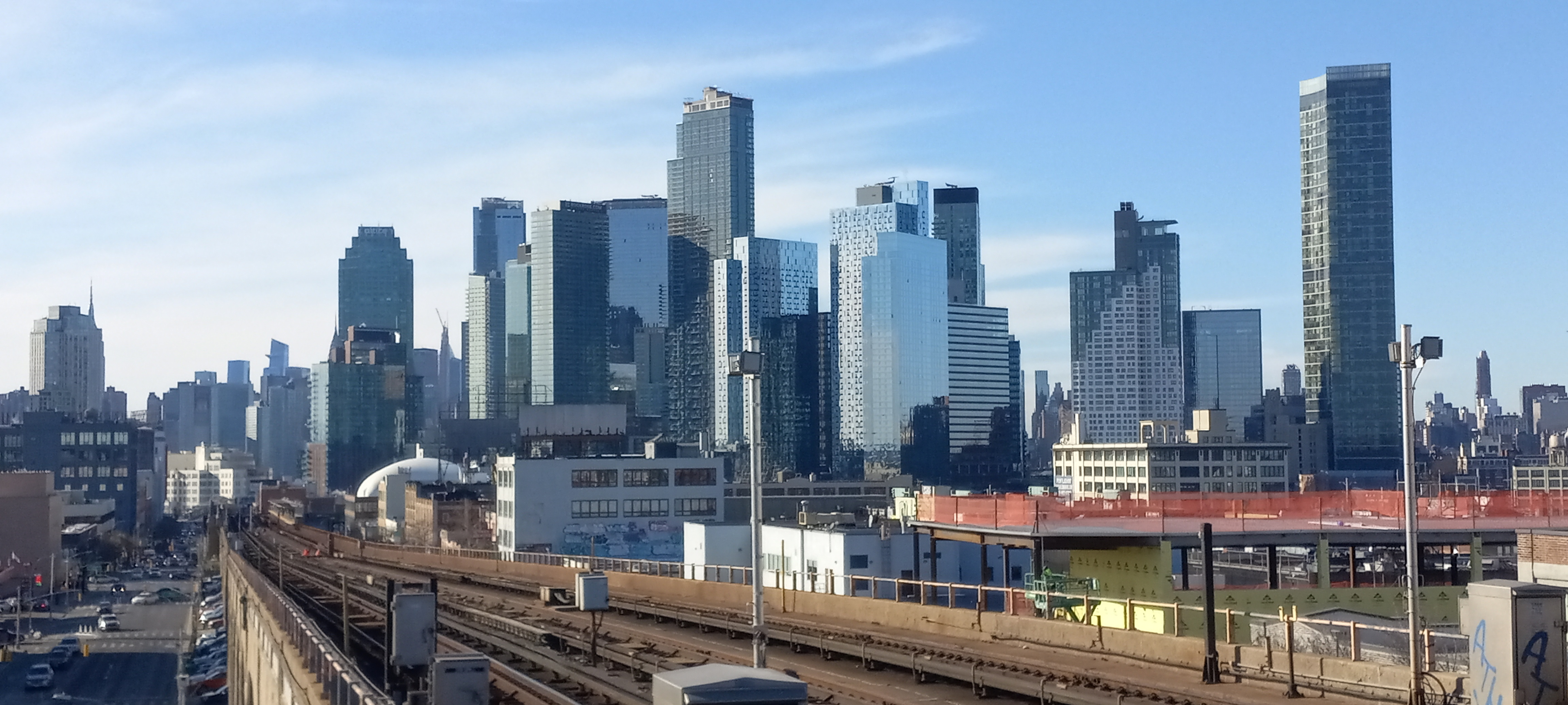
Die seit 2010 entstandene Skyline im Zentrum von Long Island City, 2025

Long Island City (abgekürzt LIC oder L.I.C.) ist ein Stadtteil (Neighborhood) im New Yorker Stadtbezirk (Borough) Queens. Er liegt auf der Insel Long Island am Ufer des East River gegenüber von Midtown Manhattan und im Nordwesten gegenüber der Insel Roosevelt Island.
Das Gebiet umfasst ehemalige Industrie- und Gewerbeflächen, Verkehrsflächen sowie Wohngebiete unterschiedlicher Prägung. Durch starke Bautätigkeit, die Ansiedlung von Dienstleistern und eine Kunst- und Kulturszene hat sich der Charakter seit der Jahrtausendwende gewandelt. Der Stadtteil ist Standort von Wohnhochhäusern, Industriearchitektur, Kultur- und Bildungseinrichtungen. Zu den wichtigsten Verkehrsverbindungen zählen die Ed Koch Queensboro Bridge, der Queens-Midtown Tunnel und mehrere Linien der New York City Subway.
Long Island City hat laut United States Census von 2020 eine Einwohnerzahl von 65.170. Es ist Teil des Queens Community District 1 im Norden und Queens Community District 2 im Süden, hat die Postleitzahlen 11101, 11106 und 11109 und gehört zum 108. Bezirk des New Yorker Polizeidepartements. Kommunalpolitisch wird der Stadtteil durch den 26. Bezirk des New York City Council vertreten.

## Lage
Long Island City liegt im äußersten Westen von Queens am East River und nimmt eine Fläche von 5,13 km² ein. Es grenzt an die Stadtteile Astoria im Norden und Sunnyside im Osten. Im Süden befindet sich der Newtown Creek, der Queens vom Stadtbezirk Brooklyn mit dem gegenüberliegenden Stadtteil Greenpoint trennt. Zu Long Island City im weiteren Sinne werden Dutch Kills, Hunters Point, Queensbridge und Ravenswood gezählt, im engeren Sinne manchmal nur das Gebiet südlich der Queensboro Bridge mit oder ohne Hunters Point.
Das Gebiet rund um Court Square und entlang der Jackson Avenue ist das Zentrum des Hochhausbaus in Long Island City. Hier stehen zahlreiche der höchsten Gebäude von Queens: The Orchard, Skyline Tower, Sven, Lumen und One Court Square (von 1990 bis 2019 höchstes Gebäude in New York außerhalb Manhattans), sowie weitere Türme wie Tower 28, Jackson Park LIC, The Italic, 1 QPS Tower, Hayden LIC und ALTA+.
In Hunters Point entwickeln Bundesstaat New York und Port Authority of New York and New Jersey über öffentliche Entwicklungsgesellschaften seit den 1990er Jahren die Waterfront Queens West mit dem Gantry Plaza State Park. Südlich, im Bereich von 50th Avenue bis zum Newtown Creek, wurde ein Gebiet mit Hochhäuser wie den Center Boulevard Towers (u. a. 5203 und 5241 Center Boulevard), Gotham Point North Tower und weiteren Projekten entwickelt. Auf einem ehemals für die Bewerbung für die Durchführung der Olympischen Sommerspiele 2012 reservierten Teil von Queens West wird Hunters Point South entwickelt.

## Geschichte

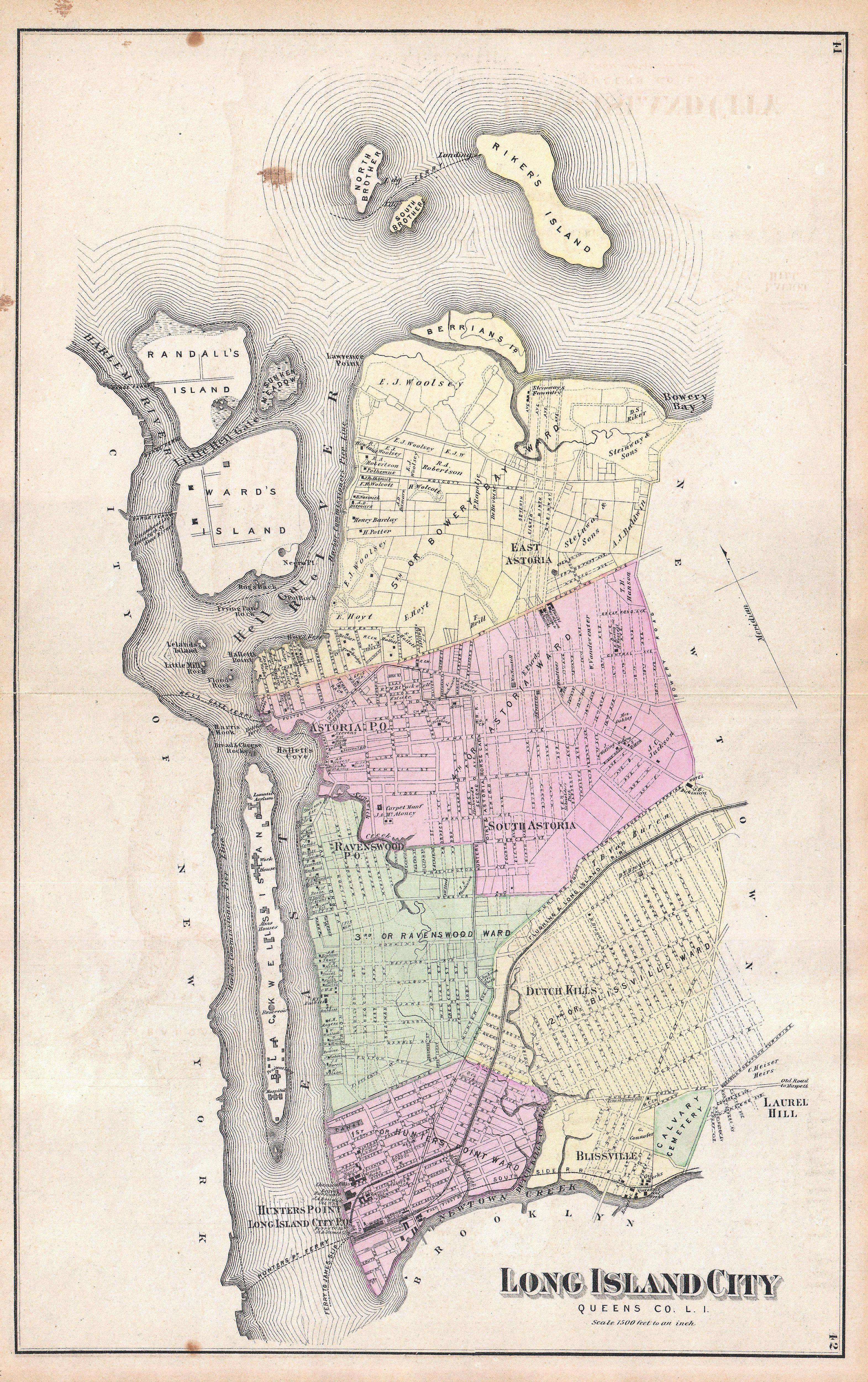
Landkarte der 1870 gegründeten Stadt Long Island City, ihre fünf Stadtteile sind farblich hinterlegt

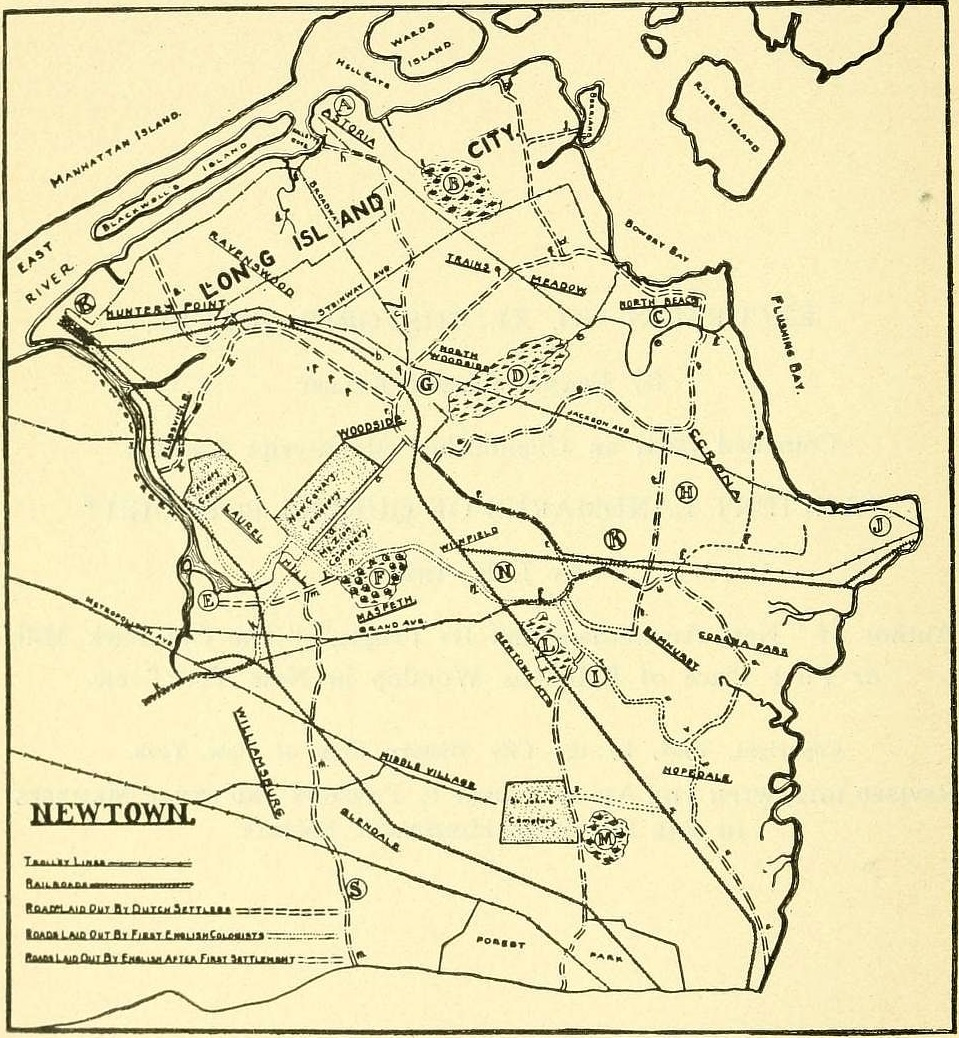
Landkarte 1912 zeigt Gebiet der ehemaligen Stadt Newtown im westlichen Queens County mit Verkehrswegen, am oberen (westlichen) Rand ist Long Island City eingezeichnet

Long Island City entstand 1870 durch den Zusammenschluss mehrerer bis dahin eigenständiger Dörfer (Villages) und Weiler (Hamlets) im Westen der damaligen Town Newtown (vormals Middleburgh genannt, seit 1897 Elmhurst) im Queens County. Zu den wichtigsten eingegliederten Siedlungen gehörten das Village of Astoria und die Hamlets Blissville, Bowery Bay, Dutch Kills, Hunters Point, Middleton, Ravenswood, Sunnyside sowie das 1870 als Arbeitersiedlung gegründete Steinway. Ziel des Zusammenschlusses war es, die seit der einsetzenden Industrialisierung rasch wachsenden Siedlungen besser zu verwalten und gemeinsame Infrastruktur zu schaffen. Die Gegend litt unter unzureichender Wasserversorgung, fehlender Kanalisation und Sumpfgebieten, die die Gesundheit der Bevölkerung gefährdeten und die Entwicklung hemmten. Die Stadt begann mit der Trockenlegung durch Landaufschüttung und Verrohrung der zunehmend mit Industrieabwässern belasteten Gewässer.
Long Island City blieb bis zum 31. Dezember 1897 eine eigenständige Stadt innerhalb des Queens County. Sie grenzte sich vom ländlicher geprägten Newtown ab und entwickelte sich zunehmend städtisch. Die Verwaltung von Long Island City war von Misswirtschaft und Skandalen geprägt, öffentliche Bauvorhaben blieben infolge von Korruption unvollendet. Der langjährige und letzte Bürgermeister, der örtliche Geschäftsmann Patrick Jerome Gleason (1844–1901), war für selbstherrliches Auftreten bekannt.
Mit der Gründung der City of Greater New York am 1. Januar 1898 wurde Long Island City zusammen mit Elmhurst/Newtown, Flushing, Jamaica und dem auf der Halbinsel Rockaway gelegenen Teil Hempsteads in den neu geschaffenen Borough of Queens eingegliedert, der seitdem als einer von fünf Boroughs die Metropole New York City bildet.
Die industrielle Entwicklung von Long Island City setzte im 19. Jahrhundert ein, ab den 1860er Jahren besonders im Bereich von Blissville, Hunters Point und Sunnyside. Es entstanden Werften, Fabriken, Lagerhäuser und Eisenbahnanlagen. Der Eriekanal war 1815 eröffnet worden und verband den New Yorker Hafen mit dem Hinterland im Bundesstaat New York und den Großen Seen. Die Nähe zum Wasser am East River und Newtown Creek, die Lage gegenüber von Manhattan und die Anbindung an das Eisenbahnnetz machten Hunters Point zu einem wichtigen Umschlagplatz.
Conrad Poppenhusens Flushing and North Side Railroad führte ab den 1860er Jahren in das Gebiet und wurde 1876 Teil der Long Island Rail Road (LIRR). Die Pennsylvania Railroad kaufte 1900 die Long Island Rail Road, eröffnete 1910 den Abstellbahnhof Sunnyside Yard und baute die erste für Güterverkehr geeignete Festlandanbindung über die 1917 eröffnete Hell Gate Bridge. Das um den Dutch Kills ansässige Gewerbe war über die private Degnon Terminal ans Eisenbahnnetz angebunden. Die langgestreckten, breiten Bahnanlagen bildeten physische Barrieren, die die Durchlässigkeit des Stadtteils über Jahrzehnte hinweg einschränkten und die Entwicklung von zusammenhängenden Stadtquartieren behinderten.
Der Ausbau von Schnellstraßen ab der Mitte des 20. Jahrhunderts und die Eröffnung des Queens-Midtown Tunnel 1940 am westlichen Ende des späteren Long Island Expressway (Interstate 495) veränderte die Erreichbarkeit von Long Island City. Die neuen Verkehrsachsen verbesserten die Anbindung an Manhattan und das übrige Long Island, führten aber zu weiterer Zergliederung des Stadtteils.
In den 1970er Jahren wurden viele Fabriken geschlossen. Nach dem Konkurs der Pennsylvania Railroad legte die Auffanggesellschaft Consolidated Rail die nicht mehr benötigten Gleis- und Verladeanlagen still. Auf den Rückgang der industriellen Nutzung folgte eine Zeit des Verfalls, für das sinnbildlich das Areal 5 Pointz und dessen künstlerische Verwandlung stand. Eine gezielte Stadtentwicklung wurde ab den 1990er Jahren geplant und begann in den 2000er Jahren. Ehemalige Industrieflächen wurden für Wohnungsbau und Dienstleistungen erschlossen, was zum heutigen Stadtbild mit zwei hervorstechenden Ansammlungen aus neuen Hochhäusern führte, die Ausblicke auf die Skyline von Manhattan bieten. Zwischen den Hochhausvierteln liegen niedrigere Altbauten, Gewerbe- und Industrieareale sowie einige erhaltene Wohnquartiere mit historischer Bausubstanz.
2025 stellte Bürgermeister Eric Adams Pläne für Wohnungsbauinvestitionen in New York City vor, die für Long Island City unter dem Schlagwort OneLIC Neighborhood Plan die Schaffung von bis zu 15.000 neuen Wohneinheiten sowie von zeitgemäßen Gewerbeflächen vorsehen. Der Wohnungsbauplan beinhaltet unter anderem Umwidmungen von Flächen und Neubauprojekte auch im Bereich zwischen den beiden bisherigen Hochhausvierteln.

Ansichten von Long Island City
Luftbild 1977: Industrieviertel beidseits der Bahnanlagen, Blickrichtung Long Island
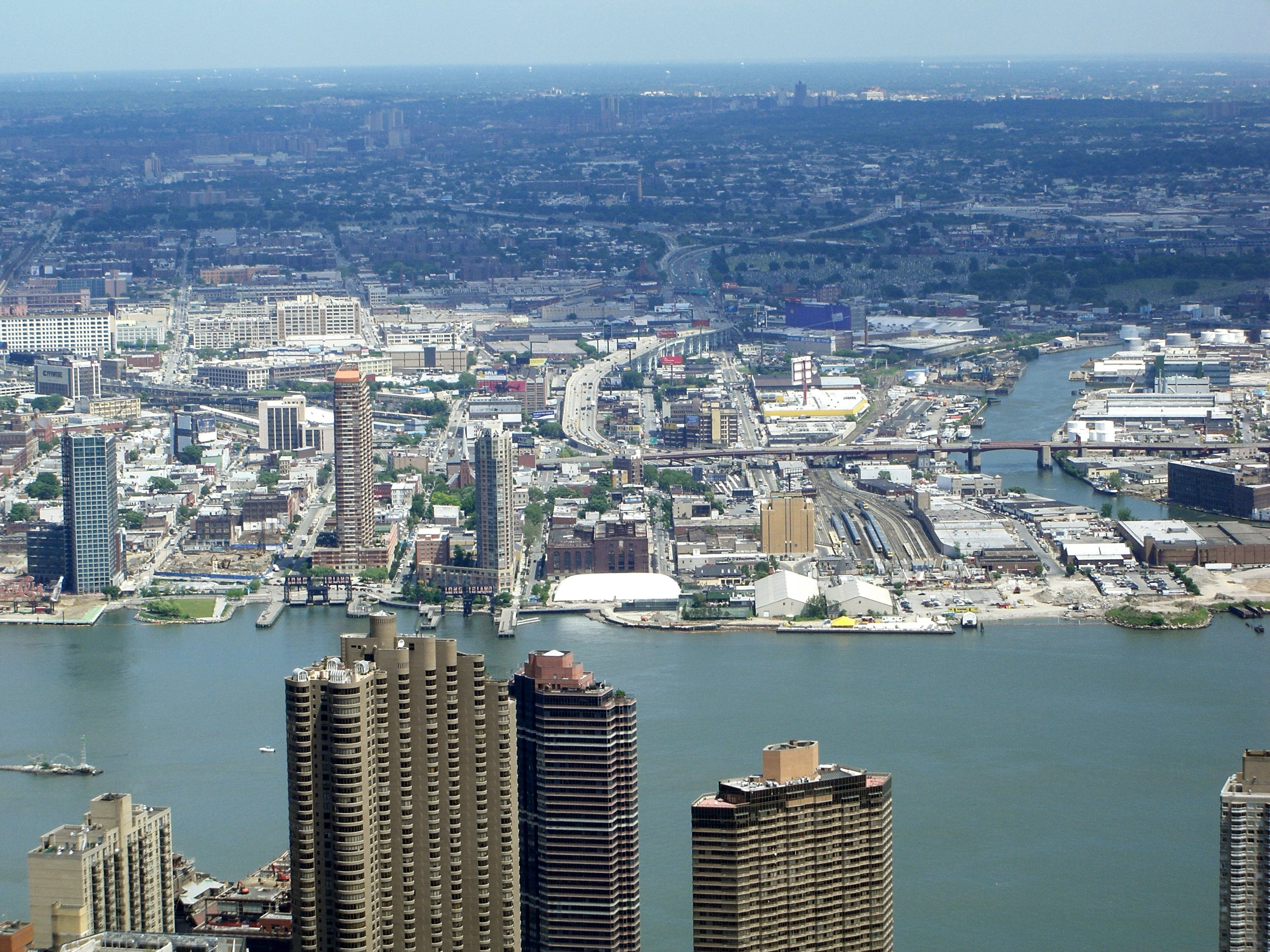
Blick aus Manhattan auf Queens West, Long Island Expressway, Bahnhof Long Island City, Newtown Creek, 2006
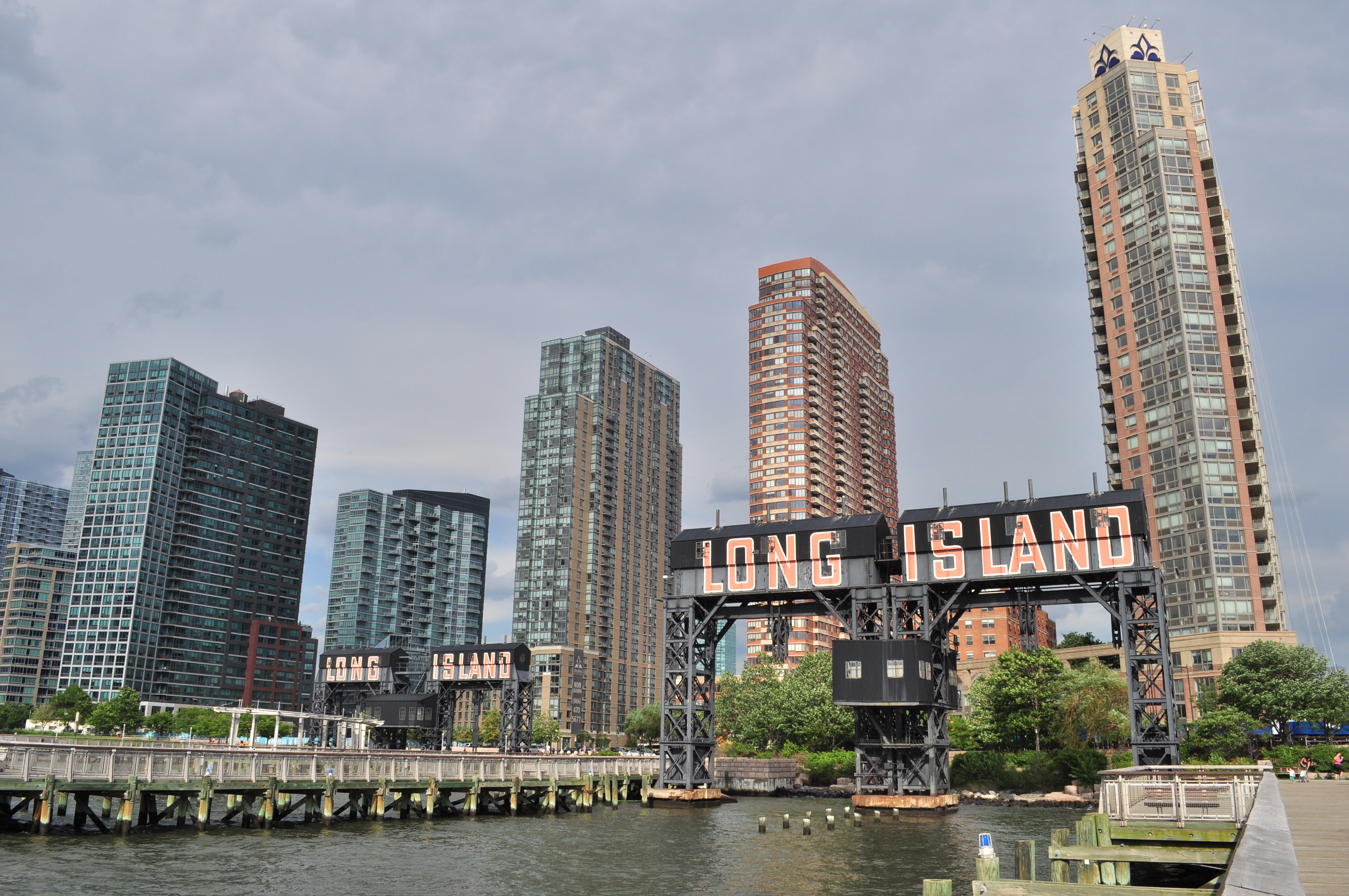
Queens West hinter ehemaligen Portal-Hubrampen,[15] 2013
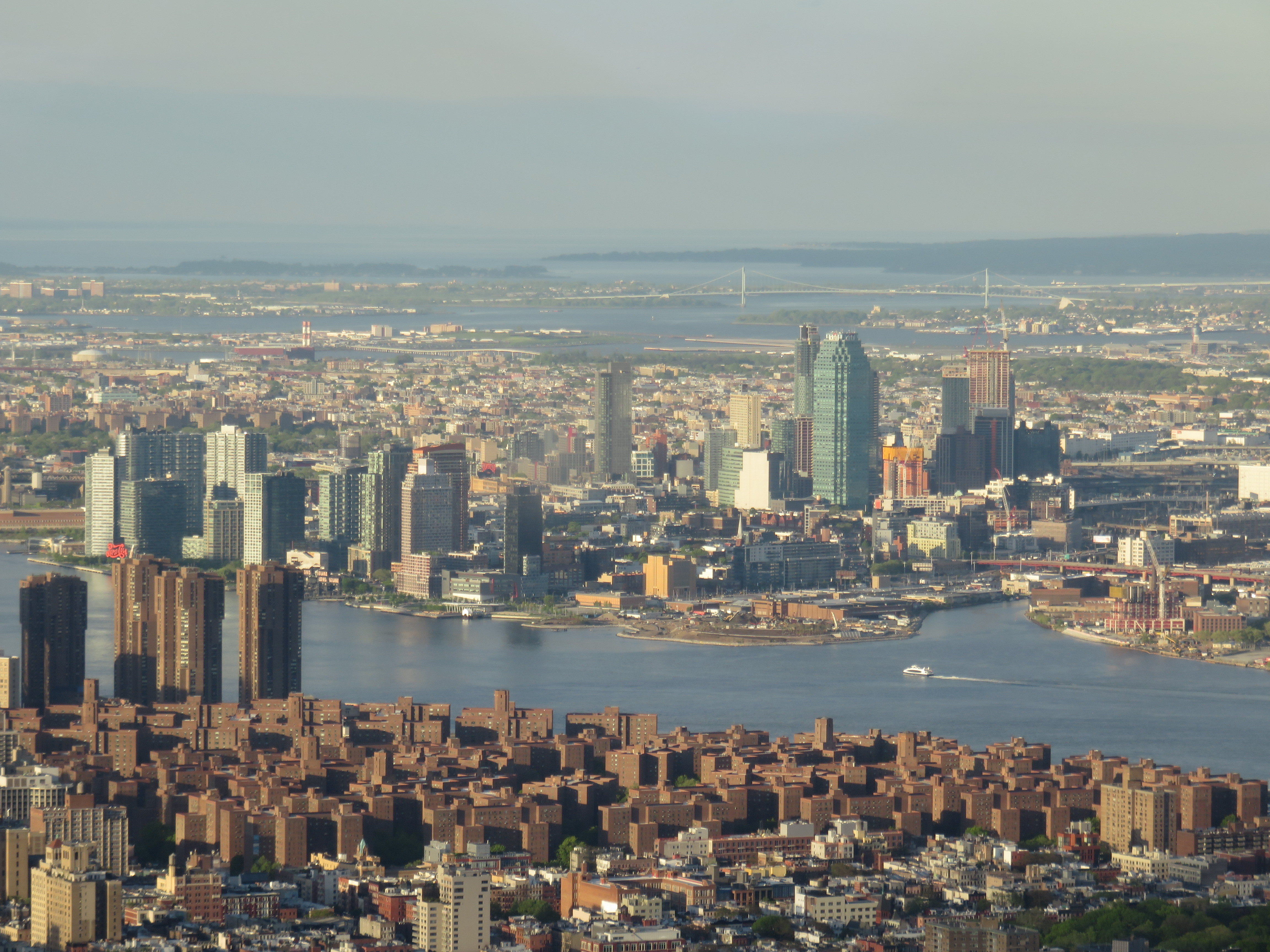
Long Island City, Mündung Newtown Creek, Blick von One WTC 2017
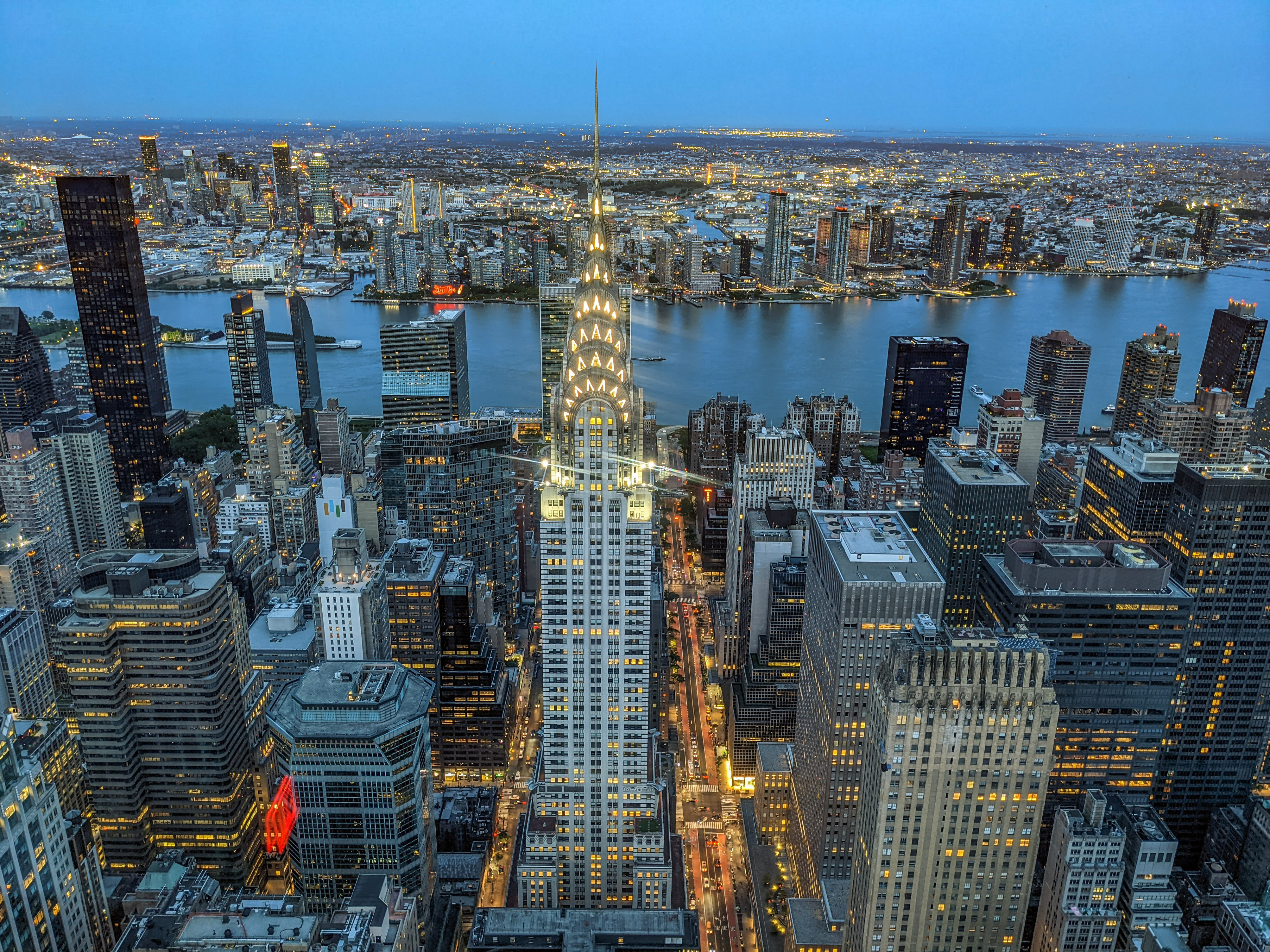
Long Island City hinter Chrysler Building, 2023
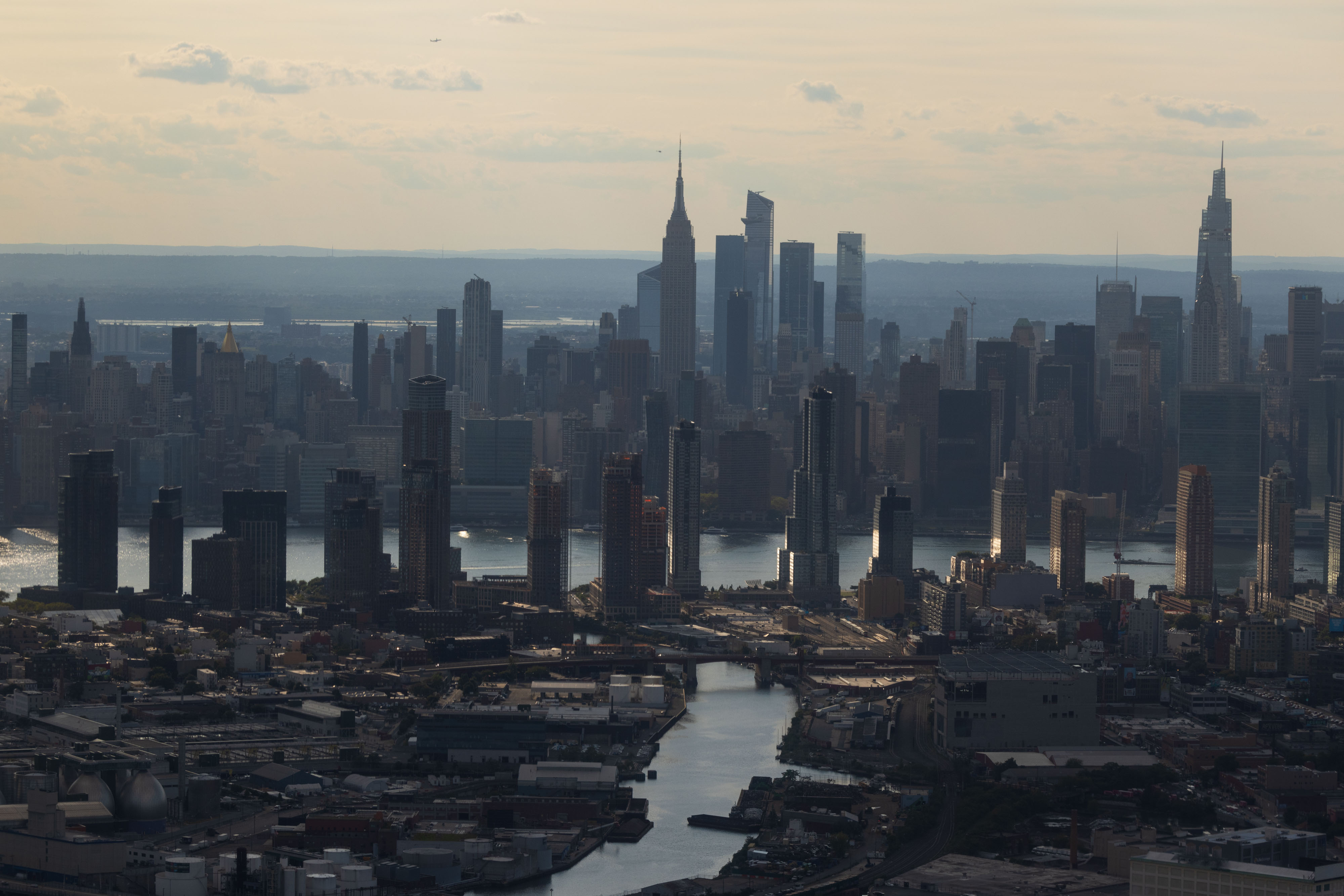
Hunter’s Point, Newtown Creek, Pulaski Bridge, links Greenpoint, vor Midtown Manhattan 2023
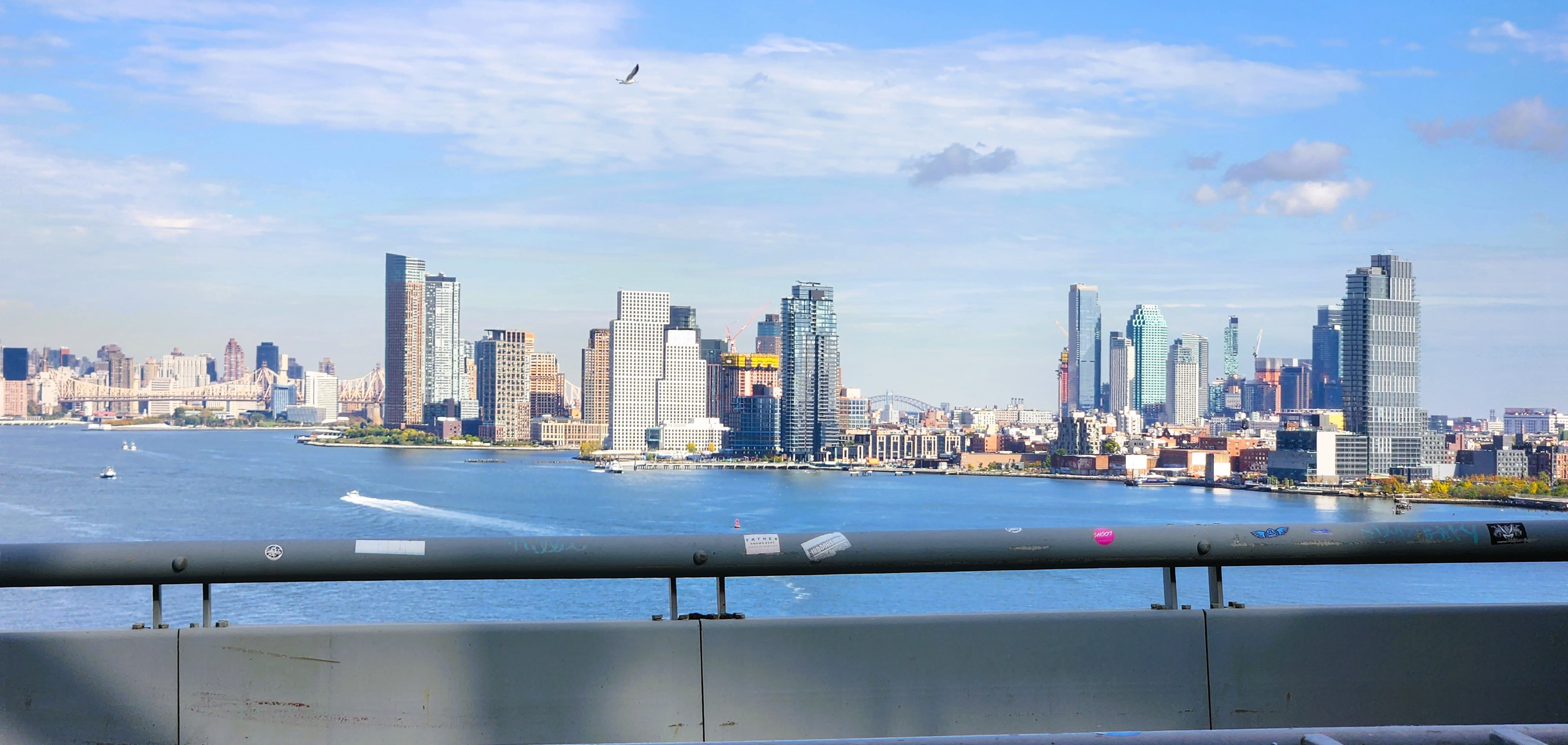
Blick nordwärts von Williamsburg Bridge, 2023
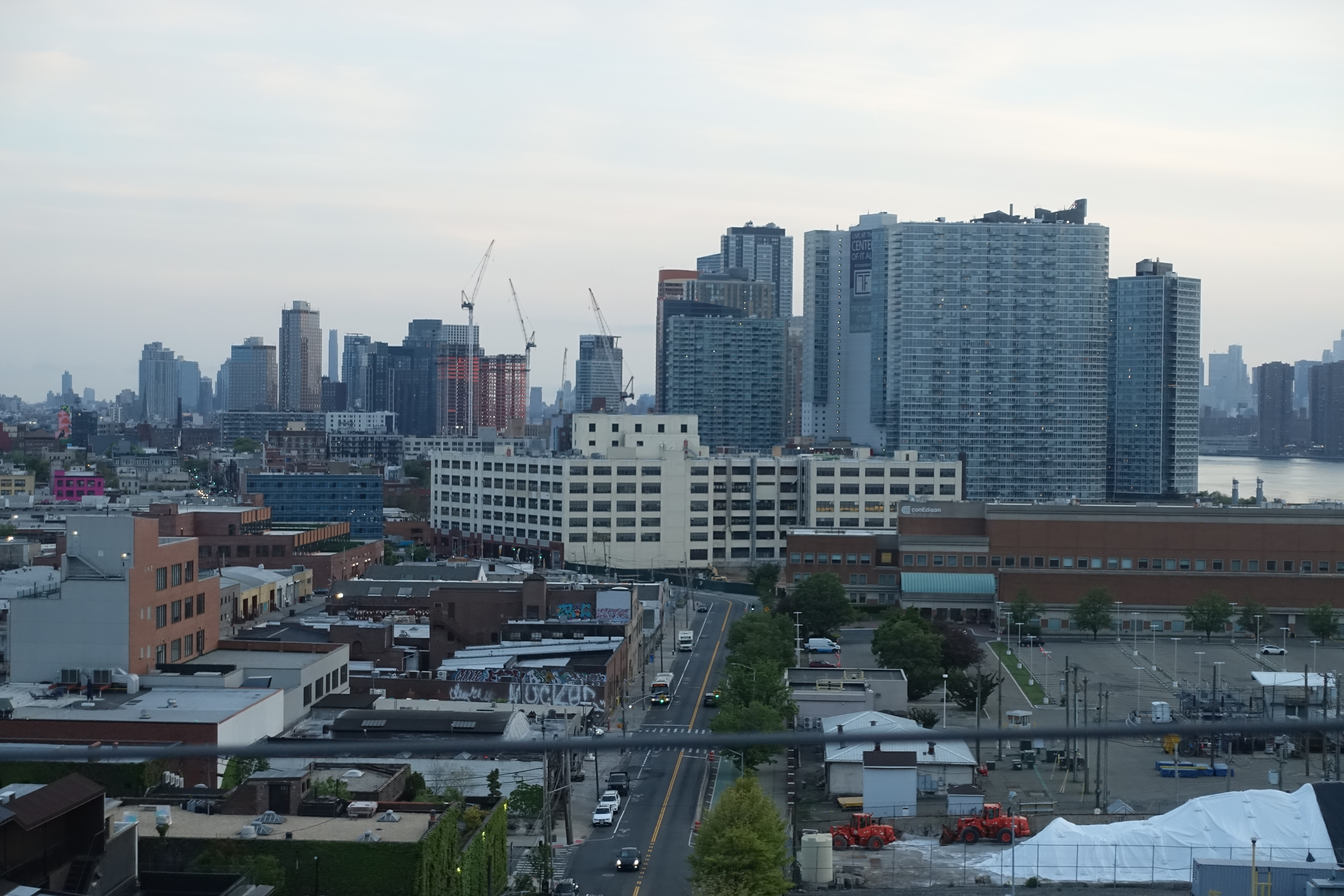
Blick südwärts auf Queens West von Queensboro Bridge, 2023
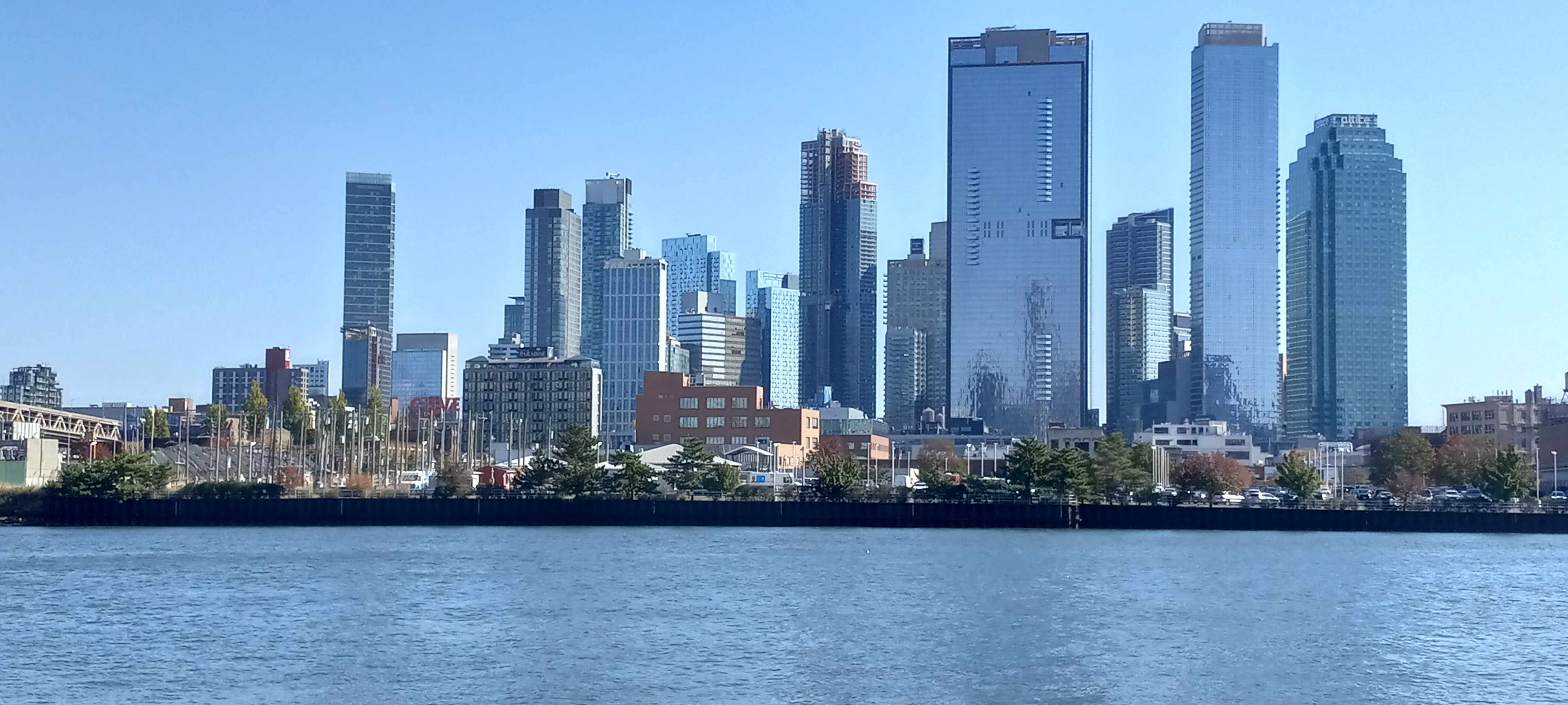
Blick auf Skyline von Long Island City von Westen, 2024

## Wirtschaft

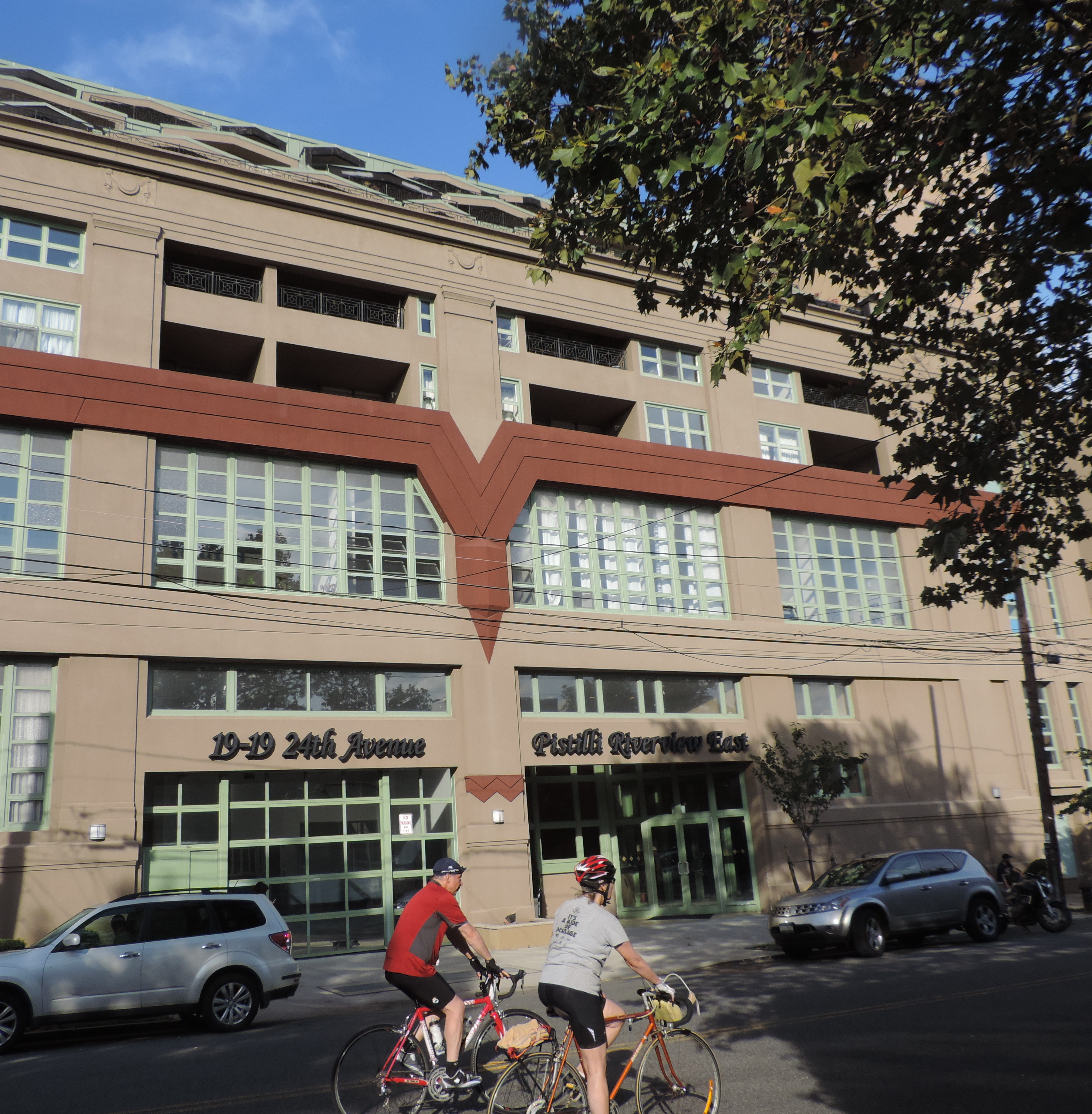
Teil der früheren Eagle-Electric-Fabrik (in Astoria, 2014)

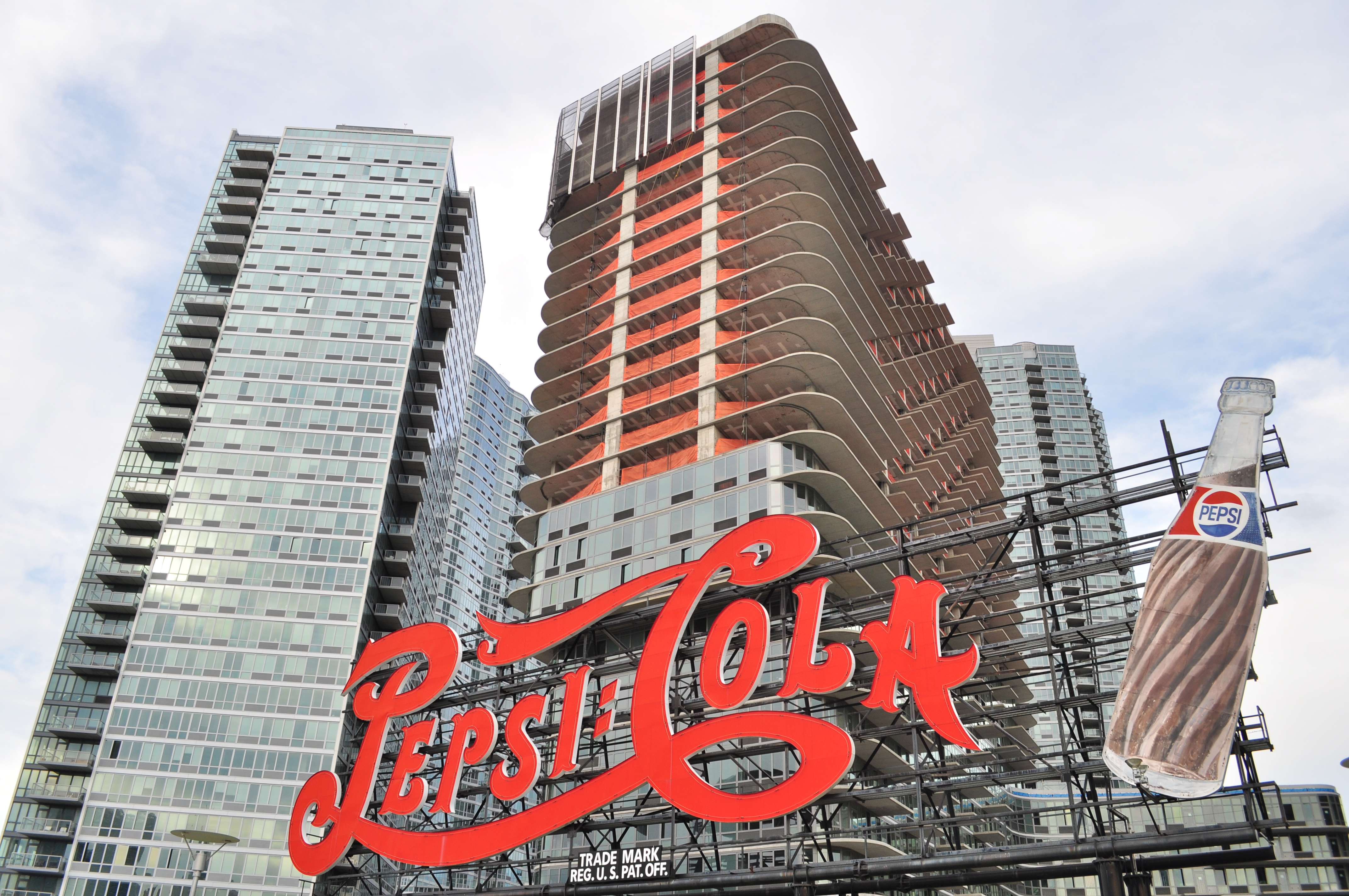
Leuchtreklame eines ehemals ansässigen Brauseabfüllers, Gantry Plaza State Park 2013

Im 19. und frühen 20. Jahrhundert war Long Island City ein Industriegebiet mit etwa 1.400 Fabriken. Es gab Maschinenbauer, Fahrzeughersteller, Ölraffinerien am Newtown Creek, Baustoff-, Düngemittel-, Chemie- und Farbenfabriken. Es wurden landwirtschaftliche Erzeugnisse verarbeitet, die Lebensmittelindustrie stellte Backwaren, Süßwaren und Erfrischungsgetränke her. Verpackungshersteller waren ansässig. Die Schuhproduktion war ein wichtiger Wirtschaftszweig.
American Ever Ready stellte Batterien und Taschenlampen her. Die Eagle Electric Manufacturing Company gehörte von 1920 bis zur Jahrtausendwende zu den größten Arbeitgebern der Stadt und produzierte Elektroinstallationsmaterial. Nach der Übernahme durch Cooper Industries im Jahr 2000, seit 2012 Teil der Eaton Corporation, wurde die Produktion verlagert und die historischen Fabrikgebäude zu Wohn- und Gewerbeimmobilien (u. a. Eagle Lofts, Arris Lofts) umgebaut. Das 1818 in Manhattan gegründete Bekleidungsunternehmen Brooks Brothers hatte bis 2020 eine Manufaktur zur Herstellung von Krawatten in Long Island City.
Long Island City ist ein Standort der Film- und Medienbranche (u. a. Silvercup Studios, Troma Entertainment) und der Lebensmittelindustrie (Wonton Foods, größte Glückskeksfabrik der USA). Die wirtschaftliche Entwicklung seit der Jahrtausendwende war durch die Ansiedlung von Start-ups, Technologieunternehmen und die Umnutzung ehemaliger Industrieareale geprägt.

## Demographie
Laut Volkszählung von 2020 hatte Long Island City 65.170 Einwohner bei einer Einwohnerdichte von 12.704 Einwohnern pro km². Im Stadtteil lebten 21.979 (33,7 %) Weiße, 17.726 (27,2 %) Asiaten, 14.138 (21,7 %) Hispanics und Latinos, 7.629 (11,7 %) Afroamerikaner, 971 (1,5 %) aus anderen Ethnien und 2.727 (4,2 %) aus zwei oder mehr Ethnien.

### Institutionen der Ausbildung
- Briarcliffe College
- City University of New York School of Law
- DeVry University
- LaGuardia Community College
- Touro College

## Verkehr

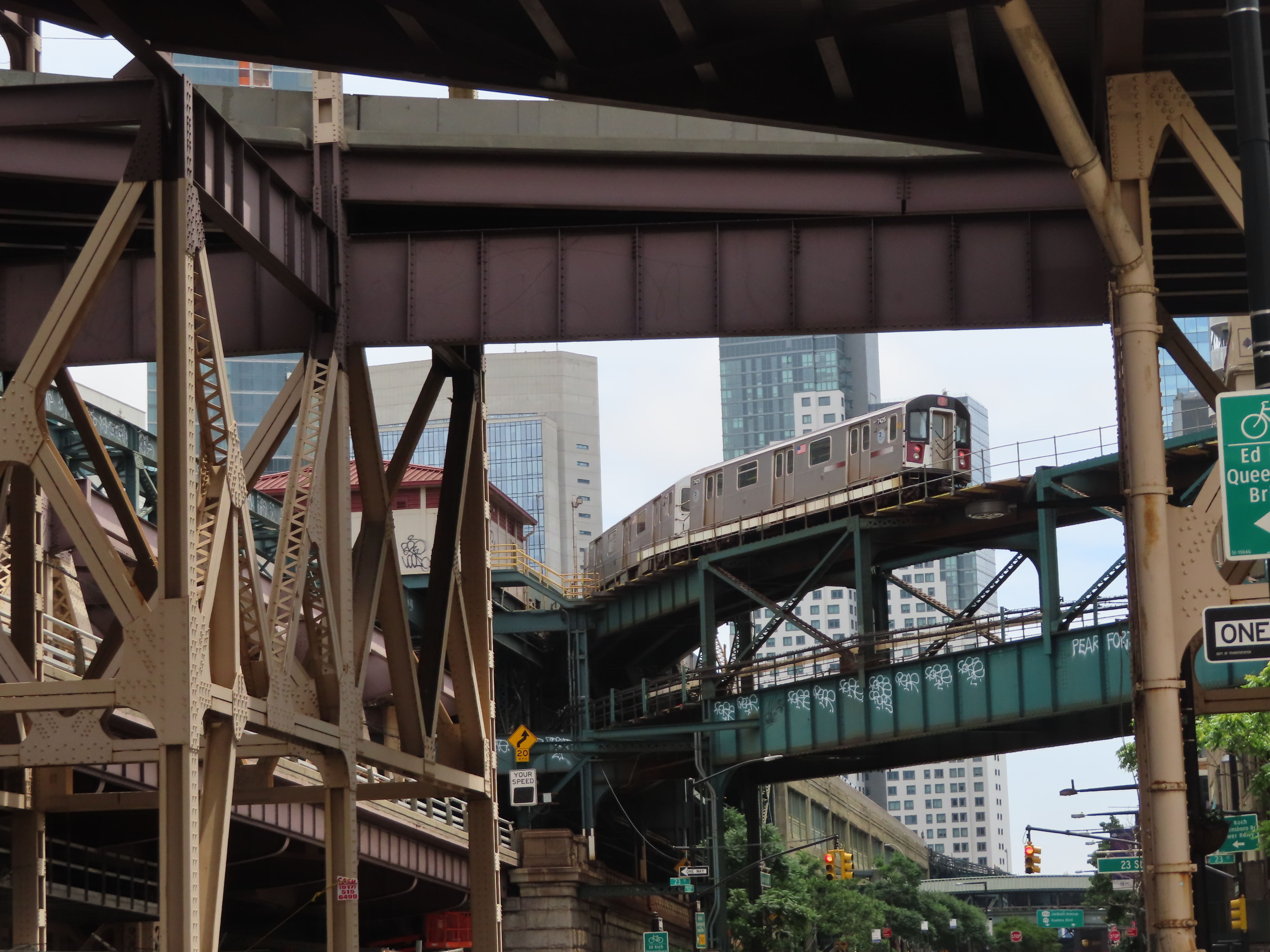
U-Bahn der Linie 7 am Hochbahn-Komplex Queensboro Plaza

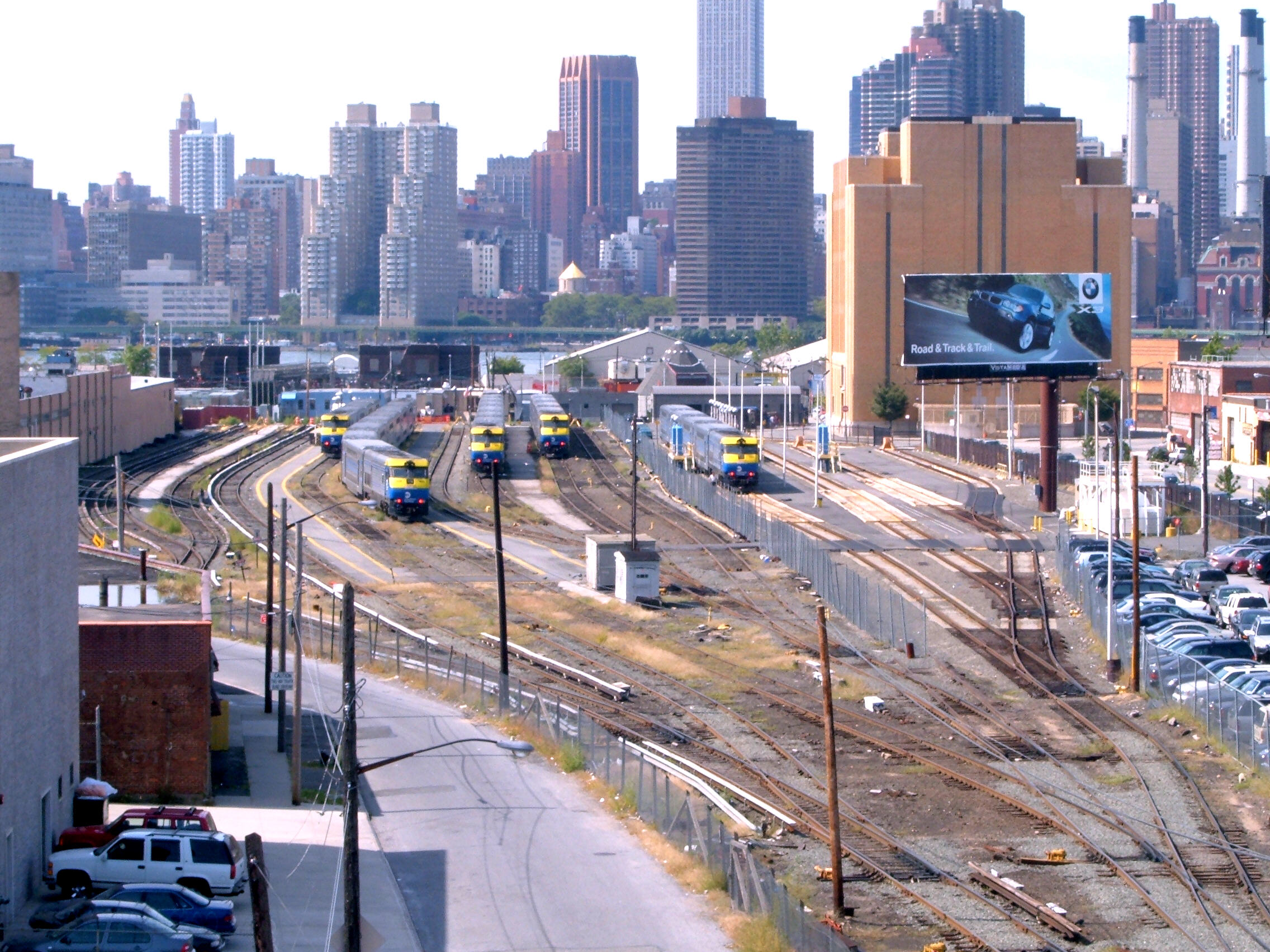
LIRR-Bahnhof Long Island City vor Skyline Midtown Manhattans, 2004

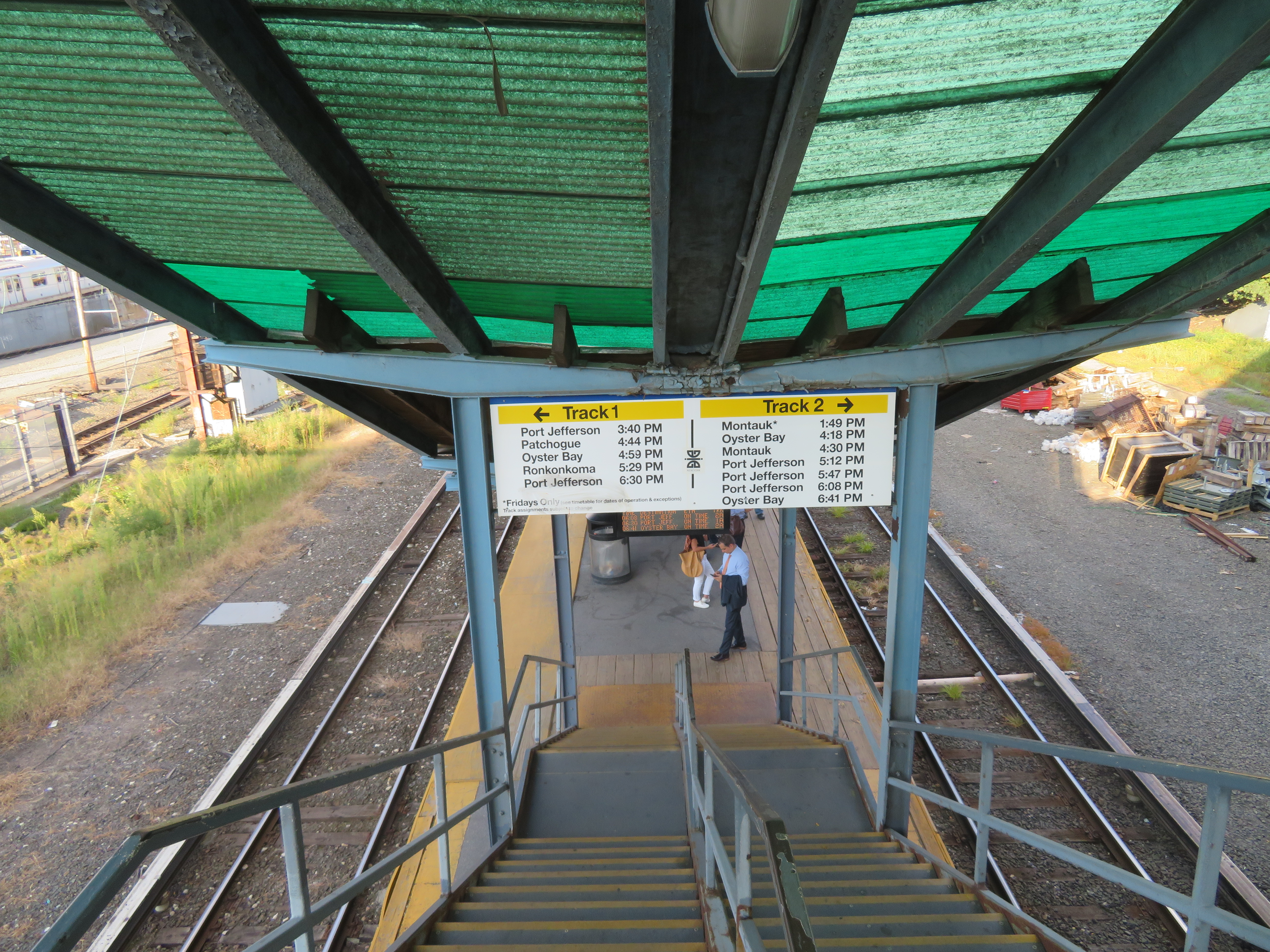
Zugang zum LIRR-Bahnhof Hunterspoint Avenue 2018, Schild führt 12 Abfahrten an Nachmittagen auf

Long Island City wird von mehreren Linien der New York City Subway bedient, die durch verschiedene Tunnel aus Manhattan und Brooklyn nach Long Island City fahren. Sie erschließen von Long Island City ausgehend auf drei verschiedenen Strecken den Stadtbezirk Queens. Die zwei zentralen Knotenpunkte sind die U-Bahnhofs-Komplexe Queensboro Plaza/Queens Plaza und Court Square. (Abkürzung LIC kennzeichnet die Stationen in Long Island City):
- Linie : Flushing (Queens) – 33. Street/Rawson Street (LIC) – Queensboro Plaza (LIC) – Court Square (LIC) – Hunters Point Avenue (LIC) – Vernon Boulevard/Jackson Avenue (LIC) – Hudson Yards (Manhattan)
- Linie : Jamaica Center (Jamaica, Queens) – Queens Plaza (LIC) – Court Square/23. Street (LIC) – World Trade Center (Lower Manhattan)
- Linie : 179. Street (Jamaica) – 36. Street (LIC) – 21. Street/Queensbridge (LIC) – Coney Island/Stillwell Avenue (Brooklyn)
- Linie : Court Square (LIC) – 21. Street/Van Alst (LIC) – Church Avenue (Kensington, Brooklyn)
- Linie : Metropolitan Avenue (Middle Village, Queens) – Court Square/23. Street (LIC) – Queens Plaza (LIC) – 36. Street (LIC) – Forest Hills/71. Avenue (Queens)
- Linie : Astoria (Queens) – 39. Avenue/Dutch Kills (LIC) – Queensboro Plaza (LIC) – Coney Island/Stillwell Avenue (Brooklyn)
- Linie : Forest Hills/71. Avenue (Queens) – 36. Street (LIC) – Queens Plaza (LIC) – Bay Ridge/95. Street (Brooklyn)
- Linie : Astoria (Queens) – 39. Avenue/Dutch Kills (LIC) – Queensboro Plaza (LIC) – Whitehall Street/South Ferry (Lower Manhattan)

Es gibt zwei Zugangsstellen der Long Island Rail Road: Long Island City Terminal und Hunterspoint Avenue dienen ausschließlich als Endpunkte für bestimmte Vorortzüge auf der Insel Long Island und werden nur an Werktagen im Berufsverkehr bedient. Die direkte Anbindung von Long Island nach Manhattan erfolgt seit 1910 durch die East River Tunnels zur New York Pennsylvania Station und seit 2023 durch East Side Access nach Grand Central Madison. Diese Strecken werden ab Sunnyside unter Long Island City hindurch geführt, haben aber im Stadtteil keine Zugangsstellen. Vor 1910 stiegen Fahrgäste in Hunters Point vom Bahnhof am East-River-Ufer in Fähren um und führten Frachtgleise an die Meerenge, wo die Waggons auf Eisenbahnfähren/Leichter versetzt wurden. Dafür verwendete Portal-Hubrampen (englisch gantries) sind bis heute im Gantry Plaza State Park erhalten.
Für die Buslinien der Metropolitan Transportation Authority im Stadtbezirk Queens findet im Sommer 2025 eine Liniennetzumstellung statt. Aus Long Island City sind Teile von Queens sowie Midtown Manhattan, Roosevelt Island, Rikers Island und innenstadtnahe, westliche Bereiche Brooklyns bis Red Hook angebunden.
Auf dem Wasserweg ist Long Island City mit zwei Routen an das Fährnetz der NYC Ferry angebunden. Die „East-River-Route“ (ER) bedient seit Mai 2017 den Fähranleger Hunters Point South (Hunter’s Point South Park) und die „Astoria-Route“ (AST) bedient seit August 2017 den Anleger Long Island City im Gantry Plaza State Park.

## Bekannte Personen
- Murray Lerner (1927–2017), Dokumentarfilmer
- Julie Dash (* 1952), Filmemacherin
- Lou Del Valle (* 1968), Boxer
- Jessica Valenti (* 1978), Bloggerin, Journalistin
- Zenon Konopka (* 1981), Eishockeyspieler
- Levy Rozman (* 1995), Schachspieler